# Piedade (teologia)

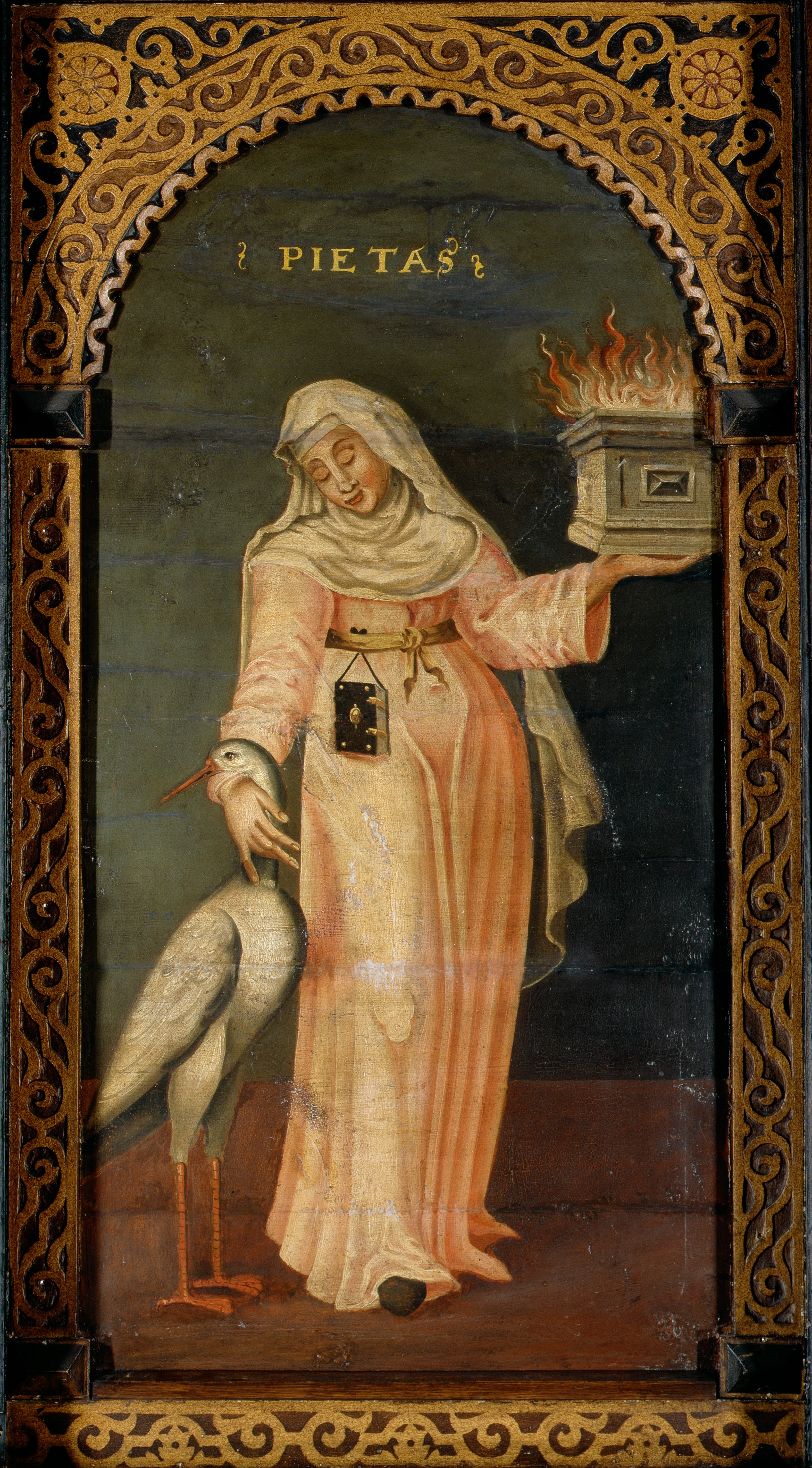
"Piety", Dulwich Picture Gallery

A piedade é uma virtude que pode incluir devoção religiosa ou espiritualidade. Um elemento comum na maioria das concepções de piedade é o dever de respeito. Em um contexto religioso, a piedade pode ser expressa por meio de atividades ou devoções piedosas, que podem variar entre países e culturas.

## Etimologia
A palavra piedade vem da palavra latina pietas, a forma substantiva do adjetivo pius (que significa "devoto" ou "zeloso").

## Interpretação clássica
Pietas, no uso tradicional do latim, expressava uma virtude romana complexa e altamente valorizada; um homem com pietas respeitava suas responsabilidades para com os deuses, o país, os pais e os parentes. Em seu sentido mais estrito, era o tipo de amor que um filho deve ter pelo pai. O epíteto consistente de Enéias em Virgílio e outros autores latinos é pius, um termo que conota reverência para com os deuses e obediência familiar. Na queda de Tróia, Enéias carrega para a segurança seu pai, o coxo Anquises, e os Lares e Penates, as estátuas dos deuses domésticos.
Ao abordar se os filhos têm a obrigação de sustentar seus pais, Tomás de Aquino cita Cícero, "..."a piedade dá tanto dever quanto homenagem": "dever" referindo-se ao serviço e" homenagem" à reverência ou honra". A piedade filial é central para a ética confucionista; reverência pelos pais é considerada na ética chinesa a principal virtude e a base de todas as relações humanas corretas.

## Como uma virtude
No catolicismo, ortodoxia oriental, luteranismo e anglicanismo, a piedade é um dos sete dons do Espírito Santo. "Gera na alma um respeito filial por Deus, um amor generoso para com ele e uma obediência afetuosa que quer fazer o que ele manda porque ama quem manda." São Gregório Magno, ao demonstrar a inter-relação entre os dons, disse: "Por meio do temor do Senhor, elevamo-nos à piedade, da piedade ao conhecimento..."
Aquino falou da piedade no contexto dos pais e da pátria e, dada a obrigação de conceder a cada um o que lhes é devido por direito, relacionou-a com a virtude cardeal da justiça. (Por analogia, dando a Deus o que lhe é devido, Tomás de Aquino identificou como a virtude da religião, também relacionada à justiça. ) O professor Richard McBrien disse sobre a piedade: "É um dom do Espírito Santo pelo qual somos motivados e capacitados a ser fiéis e respeitosos para com aqueles - em última análise, Deus - que tiveram uma influência positiva e formativa em nossas vidas e a quem temos uma dívida de gratidão," e exige que se reconheçam, na medida do possível, as fontes de tantas bênçãos por meio de palavras e gestos grandes e pequenos.
A piedade pertence à virtude da Religião, que o juízo concordante dos teólogos coloca entre as virtudes morais, como parte da virtude cardeal da Justiça, pois por ela se oferece a Deus o que lhe é devido. O dom da piedade aperfeiçoa a virtude da justiça, permitindo ao indivíduo cumprir as suas obrigações para com Deus e o próximo, de boa vontade e com alegria. Ao inspirar na pessoa uma terna e filial confiança em Deus, o dom da piedade faz com que abrace com alegria tudo o que se refere ao seu serviço.
João Calvino disse: "Eu chamo 'piedade' aquela reverência unida ao amor de Deus que o conhecimento de seus benefícios induz. Pois até que [as pessoas] reconheçam que devem tudo a Deus, que são nutridas por seu cuidado paternal, que ele é o autor de todos os seus bens, que nada devem buscar além dele - nunca lhe renderão um serviço voluntário." (Institutes, I.ii.1)  Bispo Pierre Whalon afirma que “A piedade, portanto, é a busca de um sentido cada vez maior de estar na presença de Deus”.
O Dom da Piedade é sinônimo de confiança filial em Deus. Por meio da piedade, a pessoa mostra reverência a Deus como um Pai amoroso e respeito pelos outros como filhos de Deus.
O Papa João Paulo II definiu a piedade como "o dom da reverência pelo que vem de Deus" e relacionou-a com suas palestras anteriores sobre a Teologia do Corpo. Em uma audiência geral em junho de 2014, o Papa Francisco disse: “Quando o Espírito Santo nos ajuda a sentir a presença do Senhor e todo o seu amor por nós, aquece nosso coração e nos leva quase naturalmente à oração e à celebração”. "Piedade", disse o Papa Francisco, destaca "nossa amizade com Deus". É um presente que permite às pessoas servirem ao próximo "com gentileza e com um sorriso".

## Piedade e devoção
As expressões de piedade variam de acordo com o país e a tradição local. Os "dias de festa", com a preparação de várias celebrações e atividades religiosas, muito contribuíram para a formação das tradições próprias de uma determinada comunidade. Muitos dos exercícios piedosos fazem parte do patrimônio do culto de Igrejas particulares ou de famílias religiosas. As devoções ajudam a incorporar a fé na vida diária.
A piedade popular "... manifesta uma sede de Deus que só os simples e os pobres podem conhecer. Torna as pessoas capazes de generosidade e sacrifício até ao heroísmo, quando se trata de manifestar fé. Envolve uma consciência aguda dos atributos profundos de Deus: paternidade, providência, amor e presença constante. Ele engendra atitudes interiores raramente observadas com o mesmo grau em outros lugares: paciência, o sentido da cruz na vida diária, desapego, abertura para os outros, devoção. Por causa desses aspectos, prontamente chamamos de "piedade popular", isto é, religião do povo, ao invés de religiosidade.
«Eles são a manifestação de uma vida teológica alimentada pela ação do Espírito Santo que foi derramado em nossos corações (cf. Rom 5: 5)."
Embora reconhecendo que a piedade anglicana assumiu as formas de comunhão mais frequente e observâncias litúrgicas e costumes, o bispo Ronald Williams pediu uma leitura mais ampla da Bíblia.
Na Igreja Metodista, as obras de piedade são um meio de graça. Eles podem ser pessoais, como leitura, oração e meditação; ou comunal, como a participação nos sacramentos ou no estudo da Bíblia. Para os presbiterianos, piedade se refere a todo um reino de práticas - como adoração, oração, canto e serviço - que ajudam a moldar e orientar a maneira como a reverência e o amor de alguém por Deus são expressos; e "o dever do cristão de viver uma vida de piedade de acordo com a lei moral de Deus".
A veneração das imagens sacras pertence à própria natureza da piedade católica, no entendimento de que “a honra prestada à imagem é dirigida à pessoa representada”. 